# Бине, Софи
Софи́ Бине́ (фр. Sophie Binet; род. 5 января 1982, Мец) — деятельница французского профсоюзного движения, генеральный секретарь Всеобщей конфедерации труда Франции (с 2023).

## Биография
Родилась 5 января 1982 года в Меце, мать — социальный работник, отец работает в сфере градостроительства. Выросла в Нанте. С 15-летнего возраста состояла в «Христианской рабочей молодёжи».
Изучала философию в Нантском университете (2000—2004), в 2000-е годы вступила в Национальный союз студентов Франции (UNEF), в 2003 году возглавила отделение союза в своём университете. Участвовала в протестах против закона о первом найме в 2006 году.
С 2008 года состояла на преподавательской работе в учреждениях среднего образования в Марселе, затем в Сен-Сен-Дени (2009—2013), в профессиональных средних школах в рабочих кварталах.

## Профсоюзное лидерство
В 2018 году возглавила Всеобщий союз инженеров, управляющих и техников ВКТ (UGICT), став генеральным секретарём этой организации (единоличным с 2021 года), занимающейся «объединением профсоюзных организаций, которые были слишком многочисленны и разрозненны».
Вошла в Конфедеративную исполнительную комиссию ВКТ (Commission exécutive confédérale) и занималась вопросами окружающей среды и равенства между мужчинами и женщинами.
31 марта 2023 года на съезде в Клермон-Ферране Бине избрана генеральным секретарём ВКТ, сменив на этом посту Филиппа Мартинеса и став первой женщиной во главе ВКТ.
Съезд работал на фоне борьбы профсоюзов с законопроектом о пенсионной реформе и за несколько дней до переговоров с правительством.

## Политическая деяятельность

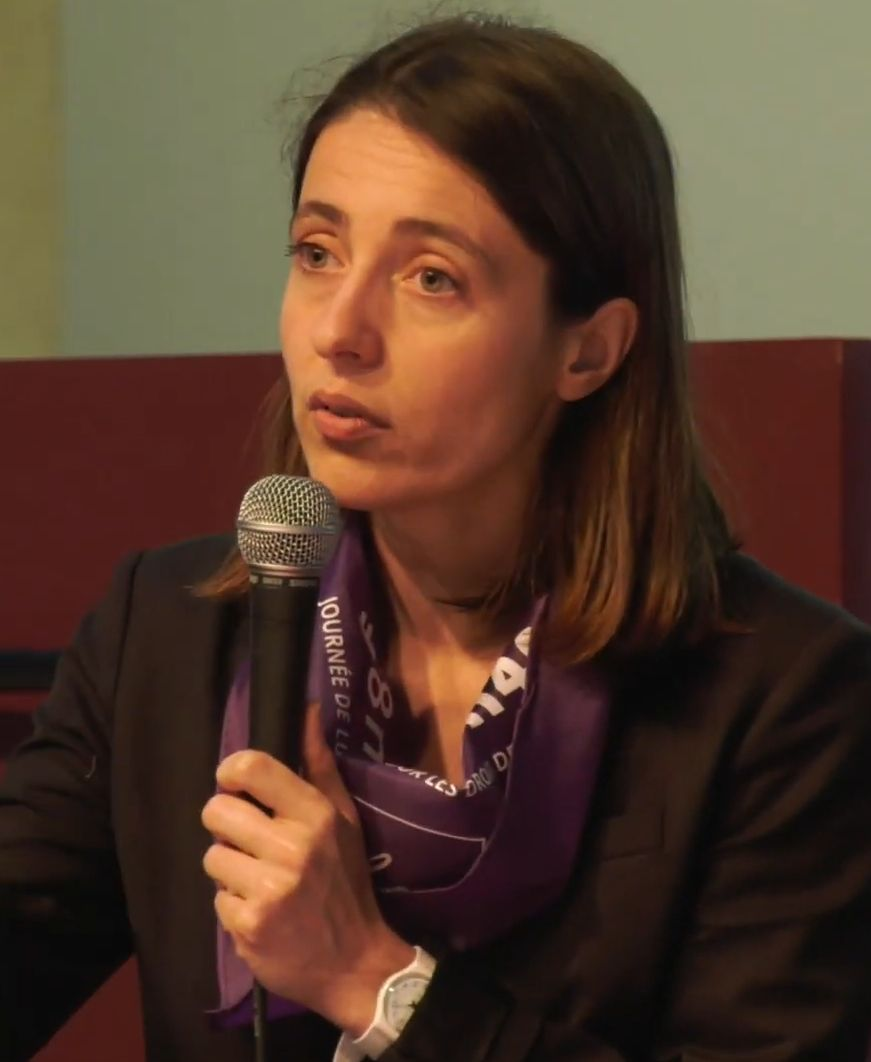
Софи Бине в 2020 году

Бине была членом Социалистической партии и проводила агитацию в северных округах Марселя в Буш-дю-Рон. В 2008 году во время Реймсского конгресса она подписала резолюцию «Мир впереди», предложенную Бенуа Амоном. Затем она поддержала Мартин Обри в борьбе против Франсуа Олланда на гражданских праймериз 2011 года. На съезде в Тулузе в 2012 году, после избрания Франсуа Олланда президентом Республики, она подписала резолюцию большинства. 
Она ушла из Социалистической партии в 2013—2014 годах в ответ на введение правительством Жана-Марка Эро налогового кредита для повышения конкурентоспособности и занятости. Затем она открыто выступила против политики второго правительства Мануэля Вальса, особенно в связи с принятием Закона о труде в феврале 2016 года. Тогда она инициировала петицию против этого закона, которая за две недели собрала более миллиона подписей.
В 2022–2023 годах она была обозревателем еженедельного журнала «Юманите» (L'Humanité) по вопросам труда и свободы прессы.
В мае 2024 года она призвала к мобилизации всех профсоюзных и политических сил против крайне правых в тексте «Без четверти полночь», отсылающем к политической программе Национального совета Сопротивления во время Второй мировой войны. В июне 2024 года на заседании Национального конфедеративного комитета Софи Бине и главы федераций и ведомственных профсоюзов ВКТ проголосовали за поддержку левого Нового народного фронта. Это решение преподносится как поворотный момент — хотя ВКТ регулярно призывает голосовать против ультраправых, но не высказывалась за конкретную партию или движение. 